# 醤油税
醤油税（しょうゆぜい）とは、かつて日本に存在していた税金の一つ。醤油を課税対象とし、醸造業者を納税義務者とした国税である。

## 沿革
江戸時代には、醤油・清酒・濁酒（合わせて「三造」という）の製造に対して、株仲間からの冥加金という形で徴税されていたが、明治維新後に新政府はこの制度を踏襲し、1868年（明治元年）7月に関東地方の醤油の醸造人に対して株鑑札を与え、一時冥加金（100石につき7両）・年々冥加金（100石につき3両）を課した。1870年（明治2年）12月、民部省布達を以て「醤油造株鑑札渡方並冥加上納方」を全国に令達し、全国一律で醤油造株鑑札冥加高（100石につき5両）・年々冥加高（100石につき3両）を課す制度を確立した。1871年（明治4年）7月、太政官布告を以て「清酒濁酒醤油鑑札収与並収税方法規則」を制定し、従来の株鑑札の制度を廃止して免許鑑札を与え、免許料（1両1分）・免許税（稼人1人につき2分）・醸造税（醤油代金の5厘）を課した。1875年（明治8年）、国民の生活必需品である醤油に対して課税することは不合理である、という議論が起こり、同年2月に太政官布告第26号によって醤油に関する課税の規則を廃止を決定し、同年10月1日に廃止された。
1885年（明治18年）、軍備拡張のための財源確保のために、同年5月8日に太政官布告第10号を以て「醤油税則」を制定し、同年7月1日に醤油税が復活する。これにより、醤油の製造場ごとに免許鑑札を受け、製造場1箇所につき営業税（5円）・造石税（製造高1石につき1円）が課せられる。この「醤油税則」は、醤油製成後に石高を査定する方式であったが、改正の請願が多かったため、1888年（明治21年）6月に勅令第47号を以て「醤油税則」を全文改正し、造石税について醤油・溜を区別しそれぞれ規定するようにした。1896年（明治29年）3月に制定された「営業税法」を受けて、二重課税を防ぐために、同年4月の法律第64号を以て「醤油税則」の営業税を廃止する。
1899年（明治32年）3月1日、日清戦争後の財源確保のために法律第25号を以て醤油税の増税が実施され、従来は無課税だった自家用料醤油に対しても課税されることとなる。
1904年（明治37年）4月、日露戦争に要する経費の確保のため法律第3号を以て「非常時特別税法」を制定し、醤油税も増額される。
1926年（大正15年）3月、法律第18号によって「醤油税則」が廃止された。